# Loxosceles piura
Loxosceles piura là một loài nhện trong họ Sicariidae.
Loài này thuộc chi Loxosceles. Loxosceles piura được miêu tả năm 1967 bởi Gertsch.